# Ntuntu
Ntuntu ist ein ländlicher Verwaltungsbezirk (englisch Ward) des Distrikts Ikungi in der tansanischen Region Singida.

## Geografie
Ntuntu ist ein Bezirk im nördlichen Zentralteil von Tansania etwa 50 Kilometer Luftlinie südöstlich der Regionshauptstadt Singida. Bei der Volkszählung 2022 lebten 14.680 Menschen in 2879 Haushalten auf einer Fläche von 182 Quadratkilometern.
Der Bezirk grenzt an vier Bezirke des Distrikts Ikungi:
| Lighwa   |                                             | Misughaa |
|          | Kompassrose, die auf Nachbargemeinden zeigt |          |
| Unyahati | Mang'onyi                                   |          |

## Gliederung
Der Bezirk besteht aus fünf Gemeinden (swahili Mtaa) mit 28 Orten (Kitongoji):
| Ntuntu - Wangama - Myombwe A - Myombwe B - Majengo - Ngaya | Taru - Taru A - Taru B - Kinyau - Matongo | Ntewa A - Mwongozo - Makunguu - Makinginya - Kapita - Uhuru | Ntewa B - Azimio - Kujitegemea - Mpangwe - Mlumbi - Maghogho | Mampando - Usandawi - Mampando A - Mampando B - Makinginya - Maghumbu - Mughuka - Muse - Ikokola - Mzalendo |

## Wirtschaft und Infrastruktur
- Landwirtschaft: Es werden 15.000 Rinder, 9000 Ziegen, 2000 Schafe und 36.000 Hühner gehalten (Stand 2016).[8]
- Bildung: Die Ntuntu Secondary School ist eine staatliche weiterführende Tagesschule mit einer Ausbildung bis zur 4. Stufe.[9]
- Gesundheit: Im Bezirk gibt es ein staatliches Gesundheitszentrum[10] und eine staatliche Apotheke.[11]